# Бережанський Тарас Григорович
Бережанський Тарас Григорович (лат. Taras Berezhansky, нар. 23 серпня 1985, Павлоград, Дніпропетровської обл, Україна) — український оперний співак (бас), Заслужений артист України. Успішна міжнародна кар'єра співака охоплює відомі оперні сцени чотирьох континентів, як от Сіднейська опера, Національна опера Чилі, Берлінська німецька опера, Ізраїльська опера та ін. Соліст Львівської національної опери.

## Життєпис
Народився 23 серпня 1985 року у м. Павлоград.
Закінчив Національний педагогічний університет ім. Драгоманова та Національну музичну академію України. (Київ, Україна)
В 2010 дебютував на оперній сцені в партії Ротного (Євгеній Онегін) в Оперній студії НМАУ.
2006-2018 - соліст Заслуженого академічного ансамблю пісні і танцю Збройних сил України.
2016—2020 — соліст Національної опери України ім. Т.Шевченка.
В 2017 отримує другу премію на Міжнародному конкурсі молодих оперних співаків ім. Клаудії Таєв, Пярну, Естонія і разом із цим починається активна міжнародна кар'єра співака. Його запрошують у ДойчеОпер Берлін.
В 2020 відбулась австралійська прем'єра опери Дж. Верді «Аттіла» в Сіднейській опері у ко-продукції з італійським театром Ла Скала, в якій Бережанський виконав головну роль. (виїжджаючи на початку опери верхи на коні)
З 2021 — соліст Львівської національної опери ім. С.Крушельницької.
Перший виконавець ролі Данила в опері Є.Станковича «Страшна помста» (2022).
Працював з такими відомими диригентами, як Енріке Маццола, Леонардо Гарсія Аларкон, Ренато Палумбо, Даніелє Рустіоні, Німрод Давід Пфефер, Оксана Линів, Андреа Баттістоні, Кері-Лінн Вілсон. 
Виступав на сценах усіх оперних театрів України. (окрім Донецького)
В березні 2023 підписав контракт з добровольчим батальйоном «Мрія» 241 обр ТрО м. Києва для захисту столиці від повітряних атак ворога.
27 березня 2025 року указом президента №200/2025 Тарасу Бережанському присвоєно почесне звання "Заслужений артист України". Указ